# 20686 Thottumkara
20686 Thottumkara este un asteroid din centura principală de asteroizi.

## Descriere
20686 Thottumkara este un asteroid din centura principală de asteroizi. A fost descoperit pe 4 noiembrie 1999 la Socorro, New Mexico, în cadrul proiectului LINEAR. Asteroidul prezintă o orbită caracterizată de o semiaxă mare de 2,34 ua, o excentricitate de 0,15 și o înclinație de 0,8° în raport cu ecliptica.